# Attamjöl
Attamjöl (hindi: atta) eller chapatimjöl är ett finmalet fullkornsvetemjöl som används till att göra indiska bröd, till exempel chapati, naan och puri, liksom liknande bröd som roti canai. Vanligt fullkornsmjöl kan användas istället, men då får man sikta mjölet och hälla bort kliet.